# Ken Forsse
Ken Forsse, né le 17 septembre 1936 à Bellwood dans le Nebraska et mort le 19 mars 2014 (à 77 ans) à Laguna Woods en Californie, est un inventeur et producteur de programmes télévisés américain. Il est le créateur de la célèbre peluche électronique Teddy Ruxpin et de la série d'animation ultérieure basée sur le personnage.

## Biographie

### Débuts dans l'animation
Natif de Bellwood dans le Nebraska, il déménage avec sa famille à Burbank en Californie à l'âge de 6 ans. Il apprend la fabrication de meubles et de jouets et étudie la peinture.
Diplômé de Burbank High School, il travaille pour l'entreprise Disney dans la section du courrier, avant d'intégrer l'équipe d'animation du studio. Dans les années 1950, il œuvre en collaboration avec des animateurs pour la création d'un programme télévisé mettant en scène des marionnettes, qu'il est chargé de sculpter et de régler. Cette expérience donne à Ken l'idée d'inventer un personnage qui, plusieurs décennies après, se concrétise par la création et la commercialisation de l'ours en peluche Teddy Ruxpin. En tant que créateur de marionnettes et de décors, il travaille avec les producteurs de télévision Sid et Marty Krofft.
Après un passage dans l'armée de 1959 à 1962, il se lance dans la construction de modèles pour les attractions du parc à thème Disneyland, comme Jungle Cruise ou encore It's a Small World.

### La création de Teddy Ruxpin et le succès (1985-1987)
Dans les années 1980, Ken Forsse travaille au développement d'une technologie ayant pour but d'animer les marionnettes. Il crée pour cela une société : Alchemy II. Les premiers projets de l'entreprise consistent à produire des marionnettes animatroniques pour des séries télévisées comme Les Aventures de Winnie l'ourson et Dumbo's Circus. Cette époque marque le lancement de son invention la plus célèbre : Teddy Ruxpin. Le concept est une peluche d'ours électronique parlante, renfermant un lecteur de cassettes audio dans son dos. Une autre particularité attachante vient des expressions faciales du plantigrade, capable de bâiller, de rire, et de lire des histoires. La technologie utilisée est identique à celle produisant de la musique sur un disque de phonographe en stéréo, sur des pistes séparées. Une piste audio sert au son, tandis qu'une autre dirige les expressions du visage et les mouvements, en parfaite synchronisation.
Cette création bénéficie d'une forte communication à l'occasion de son lancement en septembre 1985 et sa commercialisation connaît une progression importante lors des fêtes de noël la même année. La peluche rencontre un franc succès auprès des enfants et devient le jouet plus vendu entre 1985 et 1986. De fait, plus de 41 000 poupées sont vendues pour environ 70 $ chacune. La première année, les ventes dépassent la barre du million.
Une série mettant en scène des marionnettes, Les aventures de Teddy Ruxpin, est envisagée et un épisode pilote produit, mais le projet est finalement abandonné.
En 1987, Ken Forsse produit une série télévisée d'animation de 65 épisodes, basée sur son personnage. Intitulée Les Aventures de Teddy Ruxpin, elle raconte l'histoire de Teddy qui, avec l'aide d'un ami, tente de retrouver des cristaux magiques, tout en luttant contre de nombreux ennemis qui les convoitent. Le dessin animé contribue à l'augmentation des ventes de la peluche.

### Déclin et renouveau (1988-2005)
En 1988, Worlds of Wonder, la société de fabrication et de commercialisation de la peluche fait faillite, entraînant une diminution significative des ventes du jouet. La commercialisation et les licences de Teddy Ruxpin sont reprises en 1991 par Hasbro Playskool. À l'occasion de son 20e anniversaire, le jouet est réédité en 2005 par BackPack Toys International. Il connaît certaines évolutions, comme le remplacement des cassettes audio par des cartouches numériques de chansons.

## Décès
Ken Forsse meurt le 19 mars 2014 à Laguna Woods, des suites d'une insuffisance cardiaque congestive. D'un premier mariage avec Wendy Fuson, décédée en 1984, il est père de deux enfants, Theresa Eversole, et Christopher Forsse. Il était remarié à Jan Hornbeck Forsse.